# Max Brod
Max Brod (hebreiska: מקס ברוד), född 27 maj 1884 i Prag, död 20 december 1968 i Tel Aviv, var en tjeckisk författare. Han är känd för att ha räddat Franz Kafkas manuskript, då han lät bli att bränna dem enligt vad Kafka önskade i sitt testamente och i stället förde dem i säkerhet undan nazisterna. Han gjorde sig även känd som kompositör.
Brod var redaktör för Prager Tageblatt. Han debuterade 1906 med novellerna Tod den Toten!, och vann ryktbarhet runt om i Europa med sina följande novellsamlingar Schloss Nornepygge (1908), Ausflüge ins Dunkelrote och Jüdinnen (1911). Han framträdde även som lyriker och dramatiker, men gjorde sig mer känd som med romanen Tycho Brahes Weg zu Gott (1915).
Alla verk av honom utom Tycho Brahe brändes under bokbålen runt om i Nazityskland 1933.
Brod hade 1913 anslutit sig till sionismen och flydde 1939 till Brittiska Palestinamandatet. Där blev han bekant med Esther Hoffe, som senare blev Brods sekreterare. De två hade tidvis en privat relation.
Sin sionistiska livsåskådning beskrev han i Anschauung und Begriff (1913, tillsammans med Felix Weltsch), och i Heidentum, Christentum, Judentum (1921).